# Associazione Calcio Reggiana 1940-1941
Questa voce raccoglie le informazioni riguardanti l'Associazione Calcio Reggiana  nelle competizioni ufficiali della stagione 1940-1941.

## La stagione
Nella stagione 1940-1941 la Reggiana disputa il primo campionato di B dopo dieci anni di serie C. Ma è anche il primo campionato di guerra. Con 33 punti si piazza in nona posizione, nel torneo vinto dalla Liguria con 49 punti, davanti al Modena con 48 punti, entrambe promosse in Serie A.
A rinforzare la squadra arrivano in granata il forte centravanti Silvio Bandini (ex reggiano, dal Siena), poi arriva Antonio Bonesini e i fratelli Giovanni Bianchi e Carlo Bianchi. Più tardi torna anche Alcide Ivan Violi che realizzerà undici reti in diciannove partite, con l'italo argentino Hugo Tortora. L'allenatore János Vanicsek non apporta molti cambiamenti nel primo campionato cadetto. Allo stadio Mirabello viene trasportata di peso la tribuna in legno dell'ippodromo, chiuso per far posto all'aeroporto.
La Reggiana inizia bene con tre vittorie casalinghe, ma soffre in trasferta. Nel derby col Modena dell'8 dicembre 1940 è parità (3-3), con record di pubblico, oltre 8 000 persone, e di incasso, oltre 45 000 lire). Con la capolista Liguria si parla di furto allo stadio Mirabello e la Reggiana scivola in basso prima di Natale. Poi una parziale ripresa. I granata disputano una tranquilla seconda parte di campionato, sempre lontani dalla zona retrocessione e chiudono il torneo a metà classifica. La salvezza, obiettivo stagionale, è raggiunta.

## Divise
| Prima divisa |

## Rosa
| N. |                   | Ruolo | Calciatore        |
| -- | ----------------- | ----- | ----------------- |
|    | Italia (bandiera) | A     | Silvio Bandini    |
|    | Italia (bandiera) | D     | Luigi Bernardi    |
|    | Italia (bandiera) | A     | Bruno Biagini     |
|    | Italia (bandiera) | C     | Giovanni Bianchi  |
|    | Italia (bandiera) | A     | Carlo Bianchi     |
|    | Italia (bandiera) | C     | Antonio Bonesini  |
|    | Italia (bandiera) | A     | Ideo Boni         |
|    | Italia (bandiera) | D     | Milo Campari      |
|    | Italia (bandiera) | A     | Antonio Carnevali |
|    | Italia (bandiera) | D     | Guido Duo         |
|    | Italia (bandiera) | C     | Cornelio Gatti    |

| N. |                    | Ruolo | Calciatore        |
| -- | ------------------ | ----- | ----------------- |
|    | Italia (bandiera)  | P     | Satiro Lusetti    |
|    | Italia (bandiera)  | D     | Giordano Malagoli |
|    | Italia (bandiera)  | C     | Vittorio Malagoli |
|    | Italia (bandiera)  | C     | Vivante Montanari |
|    | Italia (bandiera)  | C     | Umberto Romanini  |
|    | Italia (bandiera)  | A     | Amos Simonini     |
|    | Italia (bandiera)  | D     | Livio Spaggiari   |
|    | Italia (bandiera)  | C     | Dino Testoni      |
|    | Uruguay (bandiera) | C     | Hugo Tortora      |
|    | Italia (bandiera)  | P     | Gino Vasirani     |
|    | Italia (bandiera)  | A     | Alcide Ivan Violi |

## Risultati

### Girone di andata
| Arbitro: | Conticini (Firenze) |

|                                                      |           |                  |
| Bandini 39’ (rig.) 70’ Biagini 51’ Varoli 80’ (aut.) | Marcatori | 52’ (rig.) Torti |

| Arbitro: | Coletti (Treviso) |

|                        |           |              |
| Moretti 21’ (rig.) 50’ | Marcatori | 72’ Romanini |

| Arbitro: | Pirovano (Monza) |

|                             |           |  |
| Romanini 60’ G. Bianchi 70’ | Marcatori |  |

| Arbitro: | Tassini (Verona) |

|                            |           |             |
| Subinaghi 57’ Colaneri 84’ | Marcatori | 72’ Bandini |

| Arbitro: | Martelli (Livorno) |

|                                            |           |  |
| G. Bianchi 15’ Bandini 72’ V. Malagoli 63’ | Marcatori |  |

| Siena 10 novembre 1940 6ª giornata | Siena                | 0 – 0 | Reggiana | Stadio del Rastrello\| Arbitro: \| Ciamberlini (Genova) \| |
| Arbitro:                           | Ciamberlini (Genova) |       |          |                                                            |

| Reggio Emilia 17 novembre 1940 7ª giornata | Reggiana        | 0 – 0 | Spezia | Stadio Mirabello\| Arbitro: \| Limido (Milano) \| |
| Arbitro:                                   | Limido (Milano) |       |        |                                                   |

| Arbitro: | Scotto (Savona) |

|                         |           |                |
| Zanetti 26’, 37’ (rig.) | Marcatori | 19’ G. Bianchi |

| Arbitro: | Biancone (Roma) |

|                                                    |           |                                     |
| V. Malagoli 12’ (rig.) G. Bianchi 15’ Bernardi 81’ | Marcatori | 16’ Notti 29’ Montanari 85’ Spadoni |

| Arbitro: | Scotti (Taranto) |

|                                           |           |  |
| Cartoni 26’, 52’ Milli 60’ Vecchietti 69’ | Marcatori |  |

| Arbitro: | Curradi (Firenze) |

|                        |           |                               |
| V. Malagoli 28’ (rig.) | Marcatori | 77’ (rig.) Stella 79’ Bollano |

| Arbitro: | Carminati (Milano) |

|            |           |                |
| Rampini 8’ | Marcatori | 85’ C. Bianchi |

| Arbitro: | Andreoni (Milano) |

|                                                  |           |           |
| Carnevali 32’ V. Malagoli 50’ (rig.) Biagini 63’ | Marcatori | 6’ Ottino |

| Arbitro: | Fois (Roma) |

|                    |           |           |
| Fusco 22’ Pini 57’ | Marcatori | 79’ Violi |

| Arbitro: | Tassini (Verona) |

|                            |           |             |
| Biagini 23’ G. Bianchi 41’ | Marcatori | 27’ Borrini |

| Arbitro: | Matucci (Seregno) |

|                             |           |                                  |
| Dianti 58’ Zorzi 65’ (rig.) | Marcatori | 30’ Violi 35’ (rig.) V. Malagoli |

| Arbitro: | Martelli (Livorno) |

|               |           |           |
| Violi 8’, 88’ | Marcatori | 61’ Suppi |

### Girone di ritorno
| Arbitro: | Bianchi (Firenze) |

|                        |           |            |
| Lombardi 34’ Rossi 81’ | Marcatori | 8’ Tortora |

| Arbitro: | Goracci (Firenze) |

|              |           |             |
| Romanini 57’ | Marcatori | 44’ Buzzoni |

| Arbitro: | Masseroni (Milano) |

|                            |           |                |
| Cassani 2’ Di Pasquale 26’ | Marcatori | 47’ G. Bianchi |

| Arbitro: | Zambotto (Padova) |

|                       |           |  |
| Violi 1’ Bernardi 14’ | Marcatori |  |

| Savona 9 marzo 1941 22ª giornata | Savona               | 0 – 0 | Reggiana | Stadio Valerio Bacigalupo\| Arbitro: \| Francini (Viareggio) \| |
| Arbitro:                         | Francini (Viareggio) |       |          |                                                                 |

| Arbitro: | Moretti (Genova) |

|                                                         |           |                  |
| Passalacqua 14’ (aut.) C. Bianchi 49’ Romanini 61’, 78’ | Marcatori | 85’ (rig.) Dapas |

| Arbitro: | Francini (Viareggio) |

|                        |           |  |
| Costanzo 66’ Rallo 88’ | Marcatori |  |

| Arbitro: | Bogetti (Torino) |

|                |           |  |
| Violi 28’, 83’ | Marcatori |  |

| Arbitro: | Coletti (Treviso) |

|                      |           |                  |
| Bazzani 2’ Banfi 51’ | Marcatori | 59’ (rig.) Violi |

| Arbitro: | Cambi (Livorno) |

|                                            |           |  |
| Violi 14’, 78’ G. Bianchi 29’ Bernardi 76’ | Marcatori |  |

| Arbitro: | Dellarole (Roma) |

|                        |           |  |
| Bollano 15’ Pisano 37’ | Marcatori |  |

| Arbitro: | Gamba (Napoli) |

|              |           |  |
| Bernardi 48’ | Marcatori |  |

| Arbitro: | Limido (Milano) |

|                |           |             |
| Caracciolo 75’ | Marcatori | 84’ Bandini |

| Arbitro: | Ferrari (Vicenza) |

|                              |           |  |
| Bandini 4’, 22’ Bernardi 67’ | Marcatori |  |

| Arbitro: | Tonnetti (Roma) |

|                  |           |  |
| Coppa 64’ (rig.) | Marcatori |  |

| Arbitro: | Costantini (Pescara) |

|                                                       |           |                                                 |
| G. Bianchi 6’ Violi 46’ (rig.) Clocchiatti 58’ (aut.) | Marcatori | 12’ Gallo 75’ Del Medico 77’ (rig.) Clocchiatti |

| Arbitro: | Nicolini (Ancona) |

|               |           |  |
| Marchetti 60’ | Marcatori |  |

## Statistiche

### Statistiche di squadra
| Competizione | Punti | In casa | In casa | In casa | In casa | In casa | In casa | In trasferta | In trasferta | In trasferta | In trasferta | In trasferta | In trasferta | Totale | Totale | Totale | Totale | Totale | Totale | DR |
| Competizione | Punti | G       | V       | N       | P       | Gf      | Gs      | G            | V            | N            | P            | Gf           | Gs           | G      | V      | N      | P      | Gf     | Gs     | DR |
| ------------ | ----- | ------- | ------- | ------- | ------- | ------- | ------- | ------------ | ------------ | ------------ | ------------ | ------------ | ------------ | ------ | ------ | ------ | ------ | ------ | ------ | -- |
| Serie B      | 33    | 17      | 12      | 4       | 1       | 40      | 14      | 17           | 0            | 5            | 12           | 11           | 29           | 34     | 12     | 9      | 13     | 51     | 43     | +8 |
| Coppa Italia |       | 1       | 0       | 0       | 1       | 2       | 3       | 0            | 0            | 0            | 0            | 0            | 0            | 1      | 0      | 0      | 1      | 2      | 3      | -1 |
| Totale       | -     | 18      | 12      | 4       | 2       | 42      | 17      | 17           | 0            | 5            | 12           | 11           | 29           | 35     | 12     | 9      | 14     | 53     | 46     | +7 |

### Statistiche dei giocatori
| Giocatore    | Serie B  | Serie B | Coppa Italia | Coppa Italia | Totale   | Totale |
| Giocatore    | Presenze | Reti    | Presenze     | Reti         | Presenze | Reti   |
| ------------ | -------- | ------- | ------------ | ------------ | -------- | ------ |
| S. Bandini   | 20       | 7       | ?            | ?            | 20+      | 7+     |
| L. Bernardi  | 30       | 5       | ?            | ?            | 30+      | 5+     |
| C. Bianchi   | 10       | 2       | ?            | ?            | 10+      | 2+     |
| G. Bianchi   | 30       | 8       | ?            | ?            | 30+      | 8+     |
| B. Biagini   | 27       | 3       | ?            | ?            | 27+      | 3+     |
| A. Bonesini  | 19       | 0       | ?            | ?            | 19+      | 0+     |
| I. Boni      | 2        | 0       | ?            | ?            | 2+       | 0+     |
| M. Campari   | 32       | 0       | ?            | ?            | 32+      | 0+     |
| A. Carnevali | 16       | 1       | ?            | ?            | 16+      | 1+     |
| G. Duo       | 31       | 0       | ?            | ?            | 31+      | 0+     |
| C. Gatti     | 18       | 0       | ?            | ?            | 18+      | 0+     |
| S. Lusetti   | 15       | -23     | ?            | ?            | 15+      | -23+   |
| G. Malagoli  | 13       | 1       | ?            | ?            | 13+      | 1+     |
| V. Malagoli  | 24       | 4       | ?            | ?            | 24+      | 4+     |
| V. Montanari | 10       | 0       | ?            | ?            | 10+      | 0+     |
| U. Romanini  | 19       | 4       | ?            | ?            | 19+      | 4+     |
| A. Simonini  | 1        | 0       | ?            | ?            | 1+       | 0+     |
| L. Spaggiari | 2        | 0       | ?            | ?            | 2+       | 0+     |
| D. Testoni   | 10       | 0       | ?            | ?            | 10+      | 0+     |
| H. Tortora   | 8        | 1       | ?            | ?            | 8+       | 1+     |
| G. Vasirani  | 19       | -20     | ?            | ?            | 19+      | -20+   |
| A. Violi     | 19       | 12      | ?            | ?            | 19+      | 12+    |